# The Columbian
The Columbian est un quotidien de Vancouver et du comté de Clark dans l'État de Washington aux États-Unis. Fondé en 1890, il tire son nom du fleuve Columbia.